# Хронологія відкриття хімічних елементів
Хронологія відкриття хімічних елементів — хронологічний порядок відкриття 118 хімічних елементів, існування яких відомо до 2020 року. Елементи перераховані назагал у тому порядку, в якому кожен елемент вперше був визначений у чистому вигляді. Слід зазначити, що точну дату виявлення більшості елементів неможливо визначити.
Перераховано ім'я кожного елемента, атомний номер, рік першого повідомлення, ім'я відкривача та примітки, пов'язані з відкриттям.

## Таблиця елементів
| Група  | 1     | 2     | 3     | 4      | 5      | 6      | 7      | 8      | 9      | 10     | 11     | 12     | 13     | 14     | 15     | 16     | 17     | 18     |  |  |  |
|        | I     | II    |       |        |        |        |        |        |        |        |        |        | III    | IV     | V      | VI     | VII    | VIII   |  |  |  |
| Період |       |       |       |        |        |        |        |        |        |        |        |        |        |        |        |        |        |        |  |  |  |
| 1      | 1 H   |       |       |        |        |        |        |        |        |        |        |        |        |        |        |        |        | 2 He   |  |  |  |
| 2      | 3 Li  | 4 Be  |       |        |        |        |        |        |        |        |        |        | 5 B    | 6 C    | 7 N    | 8 O    | 9 F    | 10 Ne  |  |  |  |
| 3      | 11 Na | 12 Mg |       |        |        |        |        |        |        |        |        |        | 13 Al  | 14 Si  | 15 P   | 16 S   | 17 Cl  | 18 Ar  |  |  |  |
| 4      | 19 K  | 20 Ca | 21 Sc | 22 Ti  | 23 V   | 24 Cr  | 25 Mn  | 26 Fe  | 27 Co  | 28 Ni  | 29 Cu  | 30 Zn  | 31 Ga  | 32 Ge  | 33 As  | 34 Se  | 35 Br  | 36 Kr  |  |  |  |
| 5      | 37 Rb | 38 Sr | 39 Y  | 40 Zr  | 41 Nb  | 42 Mo  | 43 Tc  | 44 Ru  | 45 Rh  | 46 Pd  | 47 Ag  | 48 Cd  | 49 In  | 50 Sn  | 51 Sb  | 52 Te  | 53 I   | 54 Xe  |  |  |  |
| 6      | 55 Cs | 56 Ba | *     | 72 Hf  | 73 Ta  | 74 W   | 75 Re  | 76 Os  | 77 Ir  | 78 Pt  | 79 Au  | 80 Hg  | 81 Tl  | 82 Pb  | 83 Bi  | 84 Po  | 85 At  | 86 Rn  |  |  |  |
| 7      | 87 Fr | 88 Ra | **    | 104 Rf | 105 Db | 106 Sg | 107 Bh | 108 Hs | 109 Mt | 110 Ds | 111 Rg | 112 Cn | 113 Nh | 114 Fl | 115 Mc | 116 Lv | 117 Ts | 118 Og |  |  |  |

| Лантаноїди | *  | 57 La | 58 Ce | 59 Pr | 60 Nd | 61 Pm | 62 Sm | 63 Eu | 64 Gd | 65 Tb | 66 Dy | 67 Ho | 68 Er  | 69 Tm  | 70 Yb  | 71 Lu  |  |
| Актиноїди  | ** | 89 Ac | 90 Th | 91 Pa | 92 U  | 93 Np | 94 Pu | 95 Am | 96 Cm | 97 Bk | 98 Cf | 99 Es | 100 Fm | 101 Md | 102 No | 103 Lr |  |

|  | 12 елементів Античність до середньовіччя: відкриття незаписані аж до середньовіччя | 22 елементи Середні віки — 1799 | 25 елементів 1800—1849 | 24 елементи 1850—1899 | 14 елементів 1900—1949 | 16 елементів 1950—1999 | 5 елементів 2000 — |
|  |                                                                                    |                                 |                        |                       |                        |                        |                    |

## Античність
| Z  | Елемент | Час використання    | Найраніше відомий зразок | Відкриття        | Місце найстарішого зразка | Примітки |
| -- | ------- | ------------------- | ------------------------ | ---------------- | ------------------------- | --- |
| 29 | Мідь    | 9000 до н. е.       | 6000 до н. е.            | Близький схід    | Анатолія                  | Мідь була мабуть першим видобутим та виробленим людьми металом. Спочатку її знаходили як самородний метал, а пізніше при виплавці руд. Оцінки місця і віку її відкриття свідчать про Близький Схід і час близько 9000 р. до н. е. Це був один з найважливіших матеріалів для людини в епоху енеоліту та бронзи. Мідні намистини, що датуються 6000 р. до н. е., були знайдені в Чатал-Гьоюк, Анатолія і археологічний пам'ятник Беловоде на горі Рудник в Сербії містить найстаріші в світі надійно датовані місця виплавлення міді у 5000 р. до н. е. |
| 82 | Свинець | 7000 р. до н. е.    | 3800 р. до н. е.         | Африка           | Абідос (Єгипет)           | Вважається, що виплавка свинцю почалася щонайменше 9000 років тому, а найдавніший відомий артефакт свинцю — статуетка, знайдена в храмі Осіріса в Абідосі, що датується приблизно 3800 р. до н. е. |
| 79 | Золото  | до 6000 р. до н. е. | до 4000 р. до н. е.      | Левант           | Ваді Канаг                | Найдавніші золоті артефакти були виявлені у Ваді Канаг у Леванті. |
| 47 | Срібло  | до 5000 р. до н. е. | бл. 4000 р. до н. е.     | Анатолія         | Анатолія                  | За оцінками, воно було виявлене в Малій Азії незабаром після міді та золота. |
| 26 | Залізо  | до 5000 р. до н. е. | 4000 р. до н. е.         | Середній Схід    | Єгипет                    | Є дані, що залізо було відомо ще до 5000 р. до н. е. Найдавнішими відомими залізними предметами, якими користувалися люди, є деякі намистини з метеоритного заліза, виготовлені в Єгипті приблизно в 4000 р. до н. е. Відкриття плавки близько 3000 р. до н. е. призвело до початку залізного віку близько 1200 р. до н. е. і помітне використання заліза для виготовлення знарядь праці та зброї. |
| 6  | Вуглець | 3750 р. до н. е.    | 2500 р. до н. е.         | Середній Схід    | Середній Схід             | Найдавніше відоме використання деревного вугілля було для відновлення мідних, цинкових та олов'яних руд у виробництві бронзи єгиптянами та шумерами. Діаманти ймовірно були відомі ще в 2500 р. до н. е. Справжні хімічні аналізи були зроблені в 18 столітті а в 1789 році вуглець був визначений Антуаном Лавуазьє як елемент |
| 50 | Станум  | 3500 р. до н. е.    | 2000 р. до н. е.         | Мала Азія        | Кестель                   | Спочатку виплавляли в поєднанні з міддю близько 3500 р. до н. е. для отримання бронзи (і таким чином, дали назву бронзовому віку в тих місцях, де залізний вік не втручався безпосередньо в кам'яний вік). Кестель, що на півдні Туреччини — це давня шахта Касітериту, яка використовувалася з 3250 по 1800 р. до н. е. Найдавніші артефакти датуються приблизно 2000 р. до н. е. |
| 16 | Сірка   | до 2000 р. до н. е. | до 815 р. н. е.          | Середній Схід    | Середній Схід             | Вперше використана щонайменше 4000 років тому. Згідно з папірусом Еберса, в Стародавньому Єгипті сірчана мазь застосовувалася для лікування зернистих повік. Визнана як елемент Джабіром ібн Хаяном у 815 році, і Антуаном Лавуазьє в 1777 році. |
| 80 | Ртуть   | 1500 р. до н. е.    | 1500 р. до н. е.         | Єгипет           | Єгипет                    | Знайдено в єгипетських гробницях, що датуються 1500 р. до н. е. |
| 30 | Цинк    | до 1000 р. до н. е. | 1000 р. до н. е.         | Індія            | Індія                     | Індійські металурги використовували як компонент латуні ще з античності (до 1000 р. до н. е.). Його справжня природа не була зрозуміла. Ідентифікований як метал у Расаратна Самукхая близько 14 століття н. е. і алхіміком Парацельсом у 1526 р. Виділена Андреасом Сигізмундом Маргграфом у 1746. |
| 33 | Арсен   | до 815 р.           | до 815 р.                | Середній Схід    | Середній Схід             | Використання металевого миш'яку описав єгипетський алхімік Зосімос. Очищення миш'яку було згодом описано перським алхіміком Джабіром ібн Хаяном. Альбертусу Магнусу (близько 1200—1280 рр.), як правило, приписується опис металоїду на Заході. |
| 51 | Стибій  | до 815 р.           | до 815 р.                | Джабір ібн Хайян | Середній Схід             | Діоскорид та Пліній описують випадкове отримання металевої сурми зі антимоніту, але здається, що цей метал був свинець. Виділення сурми описує перський алхімік Джабір ібн Хайян. В Європі метал вироблявся і використовувався з 1540 року, коли його описав Бірінгуччо Ванноччо. |
| 83 | Вісмут  | до 1000 р.          | до 1000 р.               | Джабір ібн Хайян | Середній Східt            | Описаний перським алхіміком Джабіром ібн Хаяном. Пізніше у Європі описаний Клодом Франсом Жоффруа у 1753 році. |

## Сучасні відкриття
| Z   | Елемент     | Відкрито або передбачено існування | Відкрито або передбачено існування                                                                           | Виокремлено у чистому вигляді (став широко відомим) | Виокремлено у чистому вигляді (став широко відомим)                          | Примітки |
|     |             |                                    | By |                                                     | By                                                                           | |
| --- | ----------- | ---------------------------------- | --- | --------------------------------------------------- | ---------------------------------------------------------------------------- | --- |
| 15  | Фосфор      | 1669                               | Генніг Бранд                                                                                                 | 1669                                                | Генніг Бранд                                                                 | Приготований з сечі, це був перший елемент виявлений з давніх часів. |
| 27  | Кобальт     | 1735                               | Георг Брандт                                                                                                 | 1735                                                | Георг Брандт                                                                 | Ним доведено, що синій колір скла обумовлений новим видом металу, а не вісмутом, як думалося раніше. |
| 78  | Платина     | 1735                               | Антоніо де Ульоа                                                                                             |                                                     |                                                                              | Перший опис металу, знайденого в південноамериканському золоті, був наведений у 1557 році Юлієм Цезаром Скалігером. Ульоа опублікував свої висновки у 1748 році, але сер Чарльз Вуд також досліджував метал у 1741 році. Перше посилання на нього як на новий метал зробив Вільям Браунрігг у 1750 році. |
| 28  | Нікель      | 1751                               | Аксель Кронштедт                                                                                             | 1751                                                | А. Кронштедт                                                                 | Знайдено шляхом спроби добування міді з мінералу, відомого як фальшива мідь (тепер відомий як Нікелін). |
| 12  | Магній      | 1755                               | Джозеф Блек                                                                                                  | 1808                                                | Гемфрі Деві                                                                  | Блек помітив, що магнезія альба (MgO) не є негашеним вапном (СаО). Деві виділив метал електрохімічно з магнезії. |
| 1   | Водень      | 1766                               | Генрі Кавендіш                                                                                               | ca. 1500                                            | Теофраст Парацельс                                                           | Кавендіш першим відрізнив Н2 з інших газів, хоча Парацельс близько 1500 р., Роберт Бойл та Джозеф Прістлі спостерігали його виробництво, при реакції сильних кислот з металами. Лавуазьє дав йому назву у 1783 році. Це був перший відомий елементарний газ. |
| 8   | Кисень      | 1771                               | К. В. Шеєле                                                                                                  | 1604                                                | Міхал Сендзівой                                                              | Отримали його нагріванням оксиду ртуті та нітратів у 1771 р., але його результатів не опублікували до 1777 р. Джозеф Прістлі також підготував це нове повітря до 1774 р. Лише Лавуазьє визнав його справжнім елементом; він назвав його у 1777 р.Перед ним Сендзівой виробляв кисень, нагріваючи селетру і правильно ідентифікував його як «їжу життя». |
| 7   | Азот        | 1772                               | Даніель Резерфорд                                                                                            | 1772                                                | Д. Резерфорд                                                                 | Він виявив азот, навчаючись в Едінбургському університеті. Він показав, що повітря, яким дихали тварини, навіть після видалення видихуваного вуглекислого газу, вже не в змозі запалити свічку. Карл Вільгельм Шееле, Генрі Кавендіш і Джозеф Прістлі також вивчали цей елемент приблизно в той же час. Лавуазьє назвав його у 1775-6. |
| 56  | Барій       | 1772                               | К. В. Шеєле                                                                                                  | 1808                                                | Гемфрі Деві                                                                  | Шеєле виділяв нову землю (BaO) в піролузиті, а Деві виділив метал електролізом. |
| 17  | Хлор        | 1774                               | К. В. Шеєле                                                                                                  | 1774                                                | К. В. Шеєле                                                                  | Отримали його з соляної кислоти, але подумали, що це оксид. Лише в 1808 році Г. Деві визнав його як елемент. |
| 25  | Манган      | 1774                               | К. В. Шеєле                                                                                                  | 1774                                                | Й. Ган                                                                       | Виділений з піролюзиту випаленням. Ігнатій Готфрід Каім також відкрив новий метал у 1770 році, як і Шеле в 1774 році. Він був виділений шляхом відновлення діоксиду марганцю вуглецем. |
| 42  | Молібден    | 1778                               | К. В. Шеєле                                                                                                  | 1781                                                | Петер Якоб Г'єльм                                                            | Шеєле визнав метал складовою частиною молібдена. |
| 74  | Вольфрам    | 1781                               | К. В. Шеєле                                                                                                  | 1783                                                | Х. Ельгуяр and Ф. Ельгуяр                                                    | Шеєле, отримав із шееліту, оксиду нового елемента. Ельгуяри отримали вольфраміт вольфрамової кислоти і відновили її деревним вугіллям. |
| 52  | Телур       | 1782                               | Франц Йозеф Мюллер                                                                                           |                                                     | Мартін Генріх Клапрот                                                        | Мюллер спостерігав його як домішку золотих руд з Трансільванії. |
| 38  | Стронцій    | 1787                               | Вільям Крюйкшенк                                                                                             | 1808                                                | Гемфрі Деві                                                                  | Крюйкшенк і Адер Кроуфорд у 1790 році дійшли висновку, що стронціаніт містить нову землю. В кінцевому підсумку Стронцій був виділений електрохімічно у 1808 році Г. Деві. |
|     |             | 1789                               | А. Лавуазьє                                                                                                  |                                                     |                                                                              | Перший перелік хімічних елементів того часу — містив 33 елементи, включаючи світло, тепло, невиділені «радикали» та деякі оксиди. Він також зробив нове визначення назви «елемент». До цього часу елементами не вважалися метали, крім ртуті. |
| 40  | Цирконій    | 1789                               | М. Клапрот                                                                                                   | 1824                                                | Є. Берцеліус                                                                 | Мартін Генріх Клапрот визначив новий елемент — цирконій. |
| 92  | Уран        | 1789                               | М. Клапрот                                                                                                   | 1841                                                | Ежен Пеліго                                                                  | Клапрот помилково визначив оксид урану, одержуваний з уранініту, як сам елемент і назвав його за іменем нещодавно виявленої планети Уран. |
| 22  | Титан       | 1791                               | В. Грегор | 1825                                                | Є. Берцеліус                                                                 | Грегор знайшов оксид нового металу в ільменіті; Клапрот самостійно виявив елемент в рутилі в 1795 році і дав йому назву. Чисту металеву форму елемента отримав Метью Хантер лише в 1910 році. |
| 39  | Ітрій       | 1794                               | Ю.Ґадолін | 1843                                                | Г. Розе                                                                      | Виявлений у гадолініті, але Мосандер показав пізніше, що його руда, ітрія, містить більше елементів Ф. Велер помилково подумав, що він виділив метал у 1828 році з летючого хлориду, який повинен бути хлоридом ітрію, але Розе правильно ізолював елемент у 1843 році. |
| 24  | Хром        | 1794                               | Л. Воклен | 1797                                                | Л. Воклен                                                                    | Воклен виявив триоксид у крокоїтовій руді, а пізніше виділив метал нагріванням оксиду в печі з вугіллям. |
| 4   | Берилій     | 1798                               | Л. Воклен | 1828                                                | Ф. Велер і А. Бюссі                                                          | Воклен виявив оксид у берилі та смарагді, а Клапрот запропонував теперішню назву елемента бл. 1808 року. |
| 23  | Ванадій     | 1801                               | А. дель Ріо                                                                                                  | 1830                                                | Н. Г. Сефстрьом                                                              | Ріо виявив метал у ванадініті, але відкликав претензію на відкриття після того, як Іполіт Віктор Коллет-Дескотільс оскаржив її. Сефстрьом виділив і назвав його, а пізніше було показано, що Ріо мав раніше також рацію. |
| 41  | Ніобій      | 1801                               | Ч. Гатчет | 1864                                                | В. Бломстранд                                                                | Гатчет знайшов елемент у руді колумбіту і назвав його колумбієм. Генріх Розе довів у 1844 році, що цей елемент відрізняється від танталу, і перейменував його на ніобій, назва якого була офіційно прийнята у 1949 році. |
| 73  | Тантал      | 1802                               | Ґ. Екеберг                                                                                                   |                                                     |                                                                              | Екеберг знайшов ще один елемент у мінералах, схожих на колумбіт і у 1844 році Генріх Розе довів, що він відрізняється від ніобію. |
| 46  | Паладій     | 1802                               | В. Волластон                                                                                                 | 1802                                                | В. Волластон                                                                 | Волластон виявив його у зразках платини з Південної Америки, але опублікував свої результати не одразу. Він мав намір назвати елемент за іменем нововиявленого астероїда Церера, але до моменту опублікування його результатів у 1804 році елемент церій прийняв це ім'я. Волластон назвав його на честь нещодавно відкритого астероїда Паллада. |
| 58  | Церій       | 1803                               | М. Клапрот, Є. Берцеліус і В. фон Гізінґер                                                                   | 1838                                                | Г. Мосандер                                                                  | Берцеліус і Гізінґер виявили елемент в оксиді церію і назвали його на честь нововиявленого астероїда (тоді вважався планетою) - Церера. Клапрот виявив це одночасно і незалежно в деяких зразках танталу. Пізніше Мосандер довів, що зразки всіх трьох дослідників мали в собі хоча б ще один елемент — лантан. |
| 76  | Осмій       | 1803                               | С. Теннант                                                                                                   | 1803                                                | С. Теннант                                                                   | Паралельно з Волластоном Теннант працював над зразками південноамериканської платини та відкрив два нові елементи, які він назвав осмієм та іридієм. |
| 77  | Іридій      | 1803                               | С. Теннант                                                                                                   | 1803                                                | С. Теннант                                                                   | Теннант працював над зразками південноамериканської платини паралельно з Волластоном і відкрив два нові елементи, які він назвав осмієм та іридієм, і опублікував результати по іридію у 1804 році. |
| 45  | Родій       | 1804                               | В. Волластон                                                                                                 | 1804                                                | В. Волластон                                                                 | Волластон виявив і виділив його із зразків сирої платини з Південної Америки. |
| 19  | Калій       | 1807                               | Гемфрі Деві                                                                                                  | 1807                                                | Гемфрі Деві                                                                  | Деві відкрив його за допомогою електролізу поташу. |
| 11  | Натрій      | 1807                               | Гемфрі Деві                                                                                                  | 1807                                                | Гемфрі Деві                                                                  | Андреас Сигізмунд Маргграф визнав різницю між кальцинованою содою та калієм у 1758 році. Деві виявив натрій через кілька днів після калію за допомогою електролізу гідроксиду натрію. |
| 20  | Кальцій     | 1808                               | Гемфрі Деві                                                                                                  | 1808                                                | Гемфрі Деві                                                                  | Деві відкрив його за допомогою електролізу негашеного вапна. |
| 5   | Бор         | 1808                               | Жозеф-Луї Гей-Люссак і Луї Жак Тенар                                                                         | 1808                                                | Гемфрі Деві                                                                  | Радикал бури (Radical boracique) з'являється у списку елементів у «Traité Élémentaire de Chimie Lavoisier» від 1789 р. 21 червня 1808 р. Люссак і Тенард оголосили про новий елемент в седативній солі, Деві оголосив про виділення нової речовини з борної кислоти 30 червня. |
| 14  | Кремній     | 1808                               | Гамфрі Деві                                                                                                  | 1823                                                | Є. Берцеліус                                                                 | У 1800 році Г. Деві висловив припущення, що кремнезем — це сполука невідомого досі елементу, а не елемент. У 1808 р. Г. Деві запропонував нинішню назву (Silicium), але отримати просту речовину не зміг. У 1811 році Жозеф Луї Гей-Люссак і Луї Жак Тенар, ймовірно, отримали аморфний кремній із домішками, але не встановили його склад та хімічну сутність. Вважається, що Берцеліус отримав чистий кремній у 1823 році та встановив його елементарну природу.                                                                             |
| 9   | Фтор        | 1810                               | А. Ампер | 1886                                                | А. Муассан                                                                   | Радикал флюору (Radical fluorique) фігурує у списку елементів у «Traité Élémentaire de Chimie» Лавуазьє від 1789 року, хоча радикал мурію (radical muriatique) також з'являється замість хлору. Андре-Марі Ампер між 1812 та 1886 рр. передбачив існування елементу, аналогічного Хлору, який можна отримати з фтороводневої кислоти. Багато дослідників намагалися отримати цей елемент. Врешті-решт його виокремив А. Муассан. |
| 53  | Йод         | 1811                               | Б. Куртуа | 1811                                                | Б. Куртуа                                                                    | Куртуа виявив його в попелі морських водоростей. |
| 3   | Літій       | 1817                               | Ю. Арведсон                                                                                                  | 1821                                                | В. Т. Бранде                                                                 | Арведсон виявив літій у петаліті. |
| 48  | Кадмій      | 1817                               | Л.Германн, Ф. Штромеєр, і Й. Ролофф                                                                          | 1817                                                | Л.Германн, Ф. Штромеєр, Й. Ролофф                                            | Усі троє знайшли невідомий метал у зразку оксиду цинку з Сілезії, але назву, яку дав Штромеєр, стала прийнятою. |
| 34  | Селен       | 1817                               | Є. Берцеліус і Ґ. Ган                                                                                        | 1817                                                | Є. Берцеліус і Ґ. Ган                                                        | Працюючи зі свинцем, вони виявили речовину, яку вони вважали телуром, але після дальшого дослідження зрозуміли, що це був інший елемент. |
| 13  | Алюміній    | 1825                               | Г. К. Ерстед                                                                                                 | 1825                                                | Г. К. Ерстед                                                                 | Антуан Лавуазьє передбачив у 1787 році, що оксид алюмінію є оксидом нового елемента, а в 1808 р. Г. Деві спробував його розкласти. Хоча він і не зміг, він запропонував нинішню назву. Ганс Крістіан Ерстед першим виділив металевий алюміній у 1825 році. |
| 35  | Бром        | 1825                               | А.-Ж. Балар і К. Льовіґ                                                                                      | 1825                                                | А.-Ж. Балар, К. Льовіґ                                                       | Вони обидва виявили елемент восени 1825 року. Балард опублікував свої результати наступного року, але Льовіґ не опублікував результатів до 1827 року. |
| 90  | Торій       | 1829                               | Є. Берцеліус                                                                                                 | 1914                                                | Д. Лелі, Дж. і Л. Гамбурґер                                                  | Берцеліус отримав оксид нової землі з ториту. |
| 57  | Лантан      | 1838                               | Карл Густав Мосандер                                                                                         | 1841                                                | Г. Мосандер                                                                  | Мосандер знайшов новий елемент у зразках церіа та опублікував ці результати у 1842 році, але пізніше він показав, що ця лантана містить ще чотири елементи. |
| 68  | Ербій       | 1843                               | Карл Густав Мосандер                                                                                         | 1879                                                | Т. Клеве                                                                     | Мосандеру вдалося розділити стару іттріа на іттрій та ербіа, а пізніше і тербіа. |
| 65  | Тербій      | 1843                               | Карл Густав Мосандер                                                                                         | 1886                                                | Ж. Маріньяк                                                                  | Мосандеру вдалося розділити стару іттріа на іттрій та ербій, а пізніше і тербій. |
| 44  | Рутеній     | 1844                               | К.-Е. Клаус                                                                                                  | 1844                                                | К.-Е. Клаус                                                                  | Готфрід Вільгельм Озанн подумав, що він знайшов три нові метали в російських зразках платини, і в 1844 р. К.-Е. Клаус підтвердив, що виявлено новий елемент. |
| 55  | Цезій       | 1860                               | Р. Бунзен і Р. Кірхгоф                                                                                       | 1882                                                | Карл Сеттенберг                                                              | Бунзен та Кірхгоф першими запропонували знайти нові елементи за допомогою спектрального аналізу. Вони виявили цезій за допомогою двох синіх ліній полум'я у зразку мінеральної води Дюркгейма. Чистий метал був врешті-решт ізольований у 1882 році Сеттербергом. |
| 37  | Рубідій     | 1861                               | Р. Бунзен і Р. Кірхгоф                                                                                       |                                                     | Гевесі                                                                       | Бунзен і Кірхгоф виявили його лише через кілька місяців після цезію, спостерігаючи нові спектральні лінії в мінералі лепідоліт. Бунзен ніколи не отримував чистого зразка металу, який згодом отримав Гевесі. |
| 81  | Талій       | 1861                               | В. Крукс | 1862                                                | К.-А. Ламі                                                                   | Незабаром після виявлення рубідію Крукс знайшов нову зелену лінію в пробі селену; пізніше того ж року Ламі виявив елемент-метал. |
| 49  | Індій       | 1863                               | Ф. Райх і Т. Ріхтер                                                                                          | 1867                                                | Т. Ріхтер                                                                    | Райх та Ріхтер вперше визначили його у сфалериті за допомогою яскравої спектроскопічної лінії випромінювання індиго-синього. Ріхтер виділив метал через кілька років. |
| 2   | Гелій       | 1868                               | П. Жансен і Н. Лок'єр                                                                                        | 1895                                                | В. Рамзай, Т. Клеве, Н. Ланглє                                               | Жансен і Лок'єр незалежно один від одного спостерігали жовту лінію в сонячному спектрі, яка не відповідала жодному іншому елементу. Це було перше спостереження за благородним газом, що знаходився на Сонці. Через роки після виділення аргону на Землі, Рамзай, Клеве і Ланглє спостерігали незалежно один від одного гелій, включений у клейвеїт. |
|     |             | 1869                               | Д. Менделєєв                                                                                                 |                                                     |                                                                              | Менделєєв розташовує відомі на той час 64 елементи в періодичну таблицю і на цій основі правильно прогнозує кілька інших елементів. |
| 31  | Галій       | 1875                               | П. де Буабодран                                                                                              |                                                     | П. де Буабодран                                                              | На зразку сфалериту Буабодран спостерігав деякі емісійні лінії, що відповідали ека-алюмінію, передбаченого Менделєєвим у 1871 р., а потім виділив елемент електролізом. |
| 70  | Ітербій     | 1878                               | Ж. Маріньяк                                                                                                  | 1906                                                | К. фон Вельсбах                                                              | 22 жовтня 1878 року Маріньяк повідомив про розщеплення тербіа на дві нові землі, відповідно тербій та ітербій. |
| 67  | Гольмій     | 1878                               | Жак-Луї Соре і М. Делафонтен                                                                                 | 1879                                                | Т. Клеве                                                                     | Соре виявив його в самарськіті, а пізніше Пер Теодор Клеве розділив ербій Маріньяка на ербій і два нові елементи — тулій і гольмій. Філіпій Делафонтена виявився ідентичним тому, що знайшов Соре. |
| 69  | Тулій       | 1879                               | Т. Клеве | 1879                                                | Т. Клеве                                                                     | Клеве розділив ербій Маріньяка на ербій та два нові елементи — тулій і гольмій. |
| 21  | Скандій     | 1879                               | Ф. Нільсон                                                                                                   | 1879                                                | Ф. Нільсон                                                                   | Нільсон розділив ітербій Маріньяка на чистий ітербій і новий елемент скандій. |
| 62  | Самарій     | 1879                               | П. де Буабодран                                                                                              | 1879                                                | П. де Буабодран                                                              | Буабодран відзначив нову землю в самарськіті і назвав її самарією за назвою копанки. |
| 64  | Гадоліній   | 1880                               | Ж. Маріньяк                                                                                                  | 1886                                                | П. де Буабодран                                                              | Маріньяк спочатку спостерігав за новою землею в тербіа, а згодом Буабодран отримав чистий зразок елемента із самарськіту. |
| 59  | Празеодим   | 1885                               | К. фон Вельсбах                                                                                              |                                                     |                                                                              | Карл Ауер фон Вельсбах виявив два нові елементи в дидимі Мосандера: празеодим та неодим. |
| 60  | Неодим      | 1885                               | К. фон Вельсбах                                                                                              |                                                     |                                                                              | Карл Ауер фон Вельсбах виявив два нові елементи в дидимі Мосандера: празеодим та неодим. |
| 32  | Германій    | 1886                               | К. Вінклер                                                                                                   |                                                     |                                                                              | У лютому 1886 року К. Вінклер знайшов елемент у аргіродиті. |
| 66  | Диспрозій   | 1886                               | П. де Буабодран                                                                                              |                                                     |                                                                              | Де Буабодран знайшов новий елемент в ербії |
| 18  | Аргон       | 1894                               | лорд Релей і В. Рамзай                                                                                       | 1894                                                | лорд Релей і В. Рамзай                                                       | Обоє виявили газ, порівнюючи молекулярні ваги азоту, отриманого зрідженням з повітря, та азотом, отриманого хімічними методами. Аргон став першим виявленим благородним газом. |
| 63  | Європій     | 1896                               | Е.-А. Демарсе                                                                                                | 1901                                                | Е.-А. Демарсе                                                                | Демарсе знайшов спектральні лінії нового елемента в самарії Лекока, і відокремив цей елемент через кілька років. |
| 36  | Криптон     | 1898                               | В. Рамзай і М. Треверс                                                                                       | 1898                                                | В. Рамзай і М. Треверс                                                       | 30 травня 1898 р. Рамзай відокремив благородний газ від рідкого аргону за різницею температури кипіння. |
| 10  | Неон        | 1898                               | В. Рамзай і М. Треверс                                                                                       | 1898                                                | В. Рамзай і М. Треверсs                                                      | У червні 1898 р. Рамзай відокремив новий благородний газ від рідкого аргону за різницею температури кипіння. |
| 54  | Ксенон      | 1898                               | В. Рамзай і М. Треверс                                                                                       | 1898                                                | В. Рамзай і М. Треверс                                                       | 12 липня 1898 р. Рамзай протягом трьох тижнів відокремив вже третій благородний газ від рідкого аргону за різницею температури кипіння. |
| 84  | Полоній     | 1898                               | П. і М. Склодовська-Кюрі                                                                                     | 1902                                                | Віллі Марквальд                                                              | В експерименті, здійсненому 13 липня 1898 р. подружжя Кюрі відзначило підвищену радіоактивність урану, отриманого з уранініту, яку вони приписали невідомому елементу. |
| 88  | Радій       | 1898                               | П. і М. Склодовська-Кюрі                                                                                     | 1902                                                | М. Склодовська-Кюрі                                                          | 26 грудня 1898 року подружжя Кюрі повідомили про новий елемент, відмінний від полонію, який Марія пізніше виділила з уранініту. |
| 86  | Радон       | 1899                               | Ернест Резерфорд і Роберт Оуенс                                                                              | 1910                                                | В. Рамзай і Роберт Вітлав-Грей                                               | Резерфорд і Оуенс виявили радіоактивний газ, отриманий в результаті радіоактивного розпаду торію, виділеного пізніше Рамзаємі Греєм. У 1900 році Фрідріх Ернст Дорн виявив довгоживучий ізотоп цього ж газу при радіоактивному розпаді радію. Оскільки «радон» до того як він став назвою для елемента, вперше був використаний для конкретного позначення ізотопу Дорна, йому часто помилково присвоюють назву останнього замість першого. |
| 89  | Актиній     | 1902                               | Фрідріх Оскар Ґізель                                                                                         | 1902                                                | Ф. Ґізель                                                                    | Гізель отримав із смолистої речовини, яка має властивості, подібні до властивостей лантану, і назвав її еманієм. Андре-Луї Деб'єрн раніше повідомляв про відкриття нового елементу актинія, який нібито був схожий на титан і торій; елементи були помилково ідентифіковані як однакові, і було вибрано ім'я Деб'єрна, навіть якщо в ретроспективі речовина Деб'єна не могла включити багато фактичного елемента 89. |
| 71  | Лютецій     | 1906                               | К. А. фон Вельсбах і Жорж Урбан                                                                              | 1906                                                | К. А. фон Вельсбах                                                           | фон Вельсбах довів, що старий іттербій також містить новий елемент, який він назвав касіопієм. Урбан також довів це одночасно, але його зразки були дуже нечистими і містили лише сліди нового елемента. Незважаючи на це, було прийнято його вибране ім'я лютецій. |
| 75  | Реній       | 1908                               | М. Огава | 1919                                                | М. Огава                                                                     | Огава знайшов його в торіаніті, але призначив його як елемент 43 замість 75 і назвав його ніппонієм. У 1925 році Вальтер Ноддак, Іда Ноддак та Отто Берг оголосили про відокремлення від гадолініту нового елементу і дали йому теперішнє ім'я. |
| 91  | Протактиній | 1913                               | О. Г. Ґьорінг і Казімір Фаянс                                                                                | 1927                                                | А. фон Ґроссе                                                                | Двоє отримали перший ізотоп цього елемента, який був передбачений Менделєєвим у 1871 році як учасник природного розпаду 238U. Вперше був ізольований у 1900 році Вільямом Круксом, який не визнав, що це новий елемент. |
| 72  | Гафній      | 1922                               | Дірк Костер і Дьєрдь де Гевеші                                                                               | 1922                                                | Д. Костер і Д. де Гевеші                                                     | Жорж Урбан стверджував, що знайшов елемент в рідкісноземельних металах, тоді як Володимир Вернадський самостійно знайшов його в ортиті. Жодна претензія не була підтверджена внаслідок Першої світової війни, і жодна з них не могла бути підтверджена пізніше, оскільки хімія, про яку вони повідомляли, не відповідає тій, що зараз відома для гафнію. Після війни Костер та Гевеші знайшли елемент за допомогою рентгенівського спектроскопічного аналізу в норвезькому цирконі. Гафній був останнім стійким елементом, який було відкрито. |
| 43  | Технецій    | 1937                               | К. Пер'єр and Е. Сегре                                                                                       | 1937                                                | К. Пер'єр і Е. Сегре                                                         | Обоє дослідників виявили новий елемент у зразку молібдену, який був використаний у циклотроні. Це перший синтетичний елемент, який було відкрито, хоча згодом було виявлено, що він утворюється природним шляхом у незначній кількості. |
| 87  | Францій     | 1939                               | Марґеріт Перей                                                                                               |                                                     |                                                                              | Перей виявив це як продукт розпаду 227Ас. Францій був останнім елементом, який було відкрито в природі, а не синтезовано в лабораторії, хоча чотири з «синтетичних» елементів, які були виявлені пізніше (плутоній, нептуній, астат та прометій), врешті-решт виявилися і в слідах природних речовин. |
| 93  | Нептуній    | 1940                               | Е. М. Макміллан і Ф. Абельсон                                                                                |                                                     |                                                                              | Отриманий при опроміненні урану нейтронами, це перший виявлений трансуранієвий елемент. |
| 85  | Астат       | 1940                               | Р. Корсон, Р. Маккензі і Е. Сегре                                                                            |                                                     |                                                                              | Отриманий бомбардуванням вісмуту альфа-частинками. Пізніше визначено, що він утворюється природним шляхом у мізерних кількостях (<25 грам у земній корі). |
| 94  | Плутоній    | 1940–1941                          | Гленн Теодор Сіборг, Артур Валь, Йозеф Кеннеді і Е. М. Макміллан                                             |                                                     |                                                                              | Отриманий бомбардуванням урану дейтронами. |
| 61  | Прометій    | 1942                               | Ву Цзяньсюн, Е. Д. Сегре and Ганс Бете                                                                       | 1945                                                | Чарльз Коуелл, Джейкоб Марінський, Лавренс Е. Ґленденін, і Гарольд Г. Ріхтер | Він ймовірно, був вперше отриманий у 1942 р. бомбардуванням нейтронами неодиму та празеодиму, але поділ елемента не вдалося здійснити. Виділення проводилося в рамках Мангеттенського проєкту у 1945 році. |
| 96  | Кюрій       | 1944                               | Гленн Сіборг, Ральф Джеймс і Альберт Ґіорсо                                                                  |                                                     |                                                                              | Отриманий бомбардуванням плутонію альфа-частинками під час проєкту «Мангеттен» [ |
| 95  | Америцій    | 1944                               | Гленн Сіборг, Ральф Джеймс, Леон Морган і Альберт Ґіорсо                                                     |                                                     |                                                                              | Отриманий шляхом опромінення плутонію нейтронами протягом Мангеттенського проєкту. |
| 97  | Берклій     | 1949                               | Станлі Томпсон, А. Ґіорсо і Гленн Сіборг (Університет Каліфорнії (Берклі))                                   |                                                     |                                                                              | Отриманий бомбардуванням америцію альфа-частинками. |
| 98  | Каліфорній  | 1950                               | Станлі Томпсон, А. Ґіорсо і Гленн Сіборг (Університет Каліфорнії (Берклі))                                   |                                                     |                                                                              | Бомбардування кюрію альфа-частинками |
| 99  | Айнштайній  | 1952                               | А. Ґіорсо та ін.                                                                                             | 1952                                                |                                                                              | Утворився під час першого термоядерного вибуху в листопаді 1952 р. Шляхом опромінення урану нейтронами; тримали в таємниці кілька років. |
| 100 | Фермій      | 1952                               | А. Ґіорсо та ін.                                                                                             |                                                     |                                                                              | Утворився під час першого термоядерного вибуху в листопаді 1952 р. Шляхом опромінення урану нейтронами; тримали в таємниці кілька років. |
| 101 | Менделєєвій | 1955                               | А. Ґіорсо , Бернард Гарвей, Ґрегорі Шопін, Гленн Сіборг (Berkeley Radiation Laboratory)                      |                                                     |                                                                              | Бомбардування айнштайнію гелієм. |
| 103 | Лоуренсій   | 1961                               | А. Ґіорсо, Торбьйорн Сіккеланд, Альмон Ларш і Роберт Латімер (Національна лабораторія ім. Лоуренса в Берклі) |                                                     |                                                                              | Бомбардування каліфорнію атомами бору. |
| 102 | Нобелій     | 1966                               | Е. Донець, В. Щеголєв, В. Єрмаков (ОІЯД, Дубна)                                                              |                                                     |                                                                              | Бомбардування урану атомами неону |
| 104 | Резерфордій | 1969                               | А. Ґіорсо, та ін. (Національна лабораторія ім. Лоуренса в Берклі) і І. Звара та ін. (ОІЯД, Дубна)            |                                                     |                                                                              | Синтезований командою Альберта Ґіорсо, обстрілом каліфорнію атомами вуглецю, а також командою Звари бомбардуванням плутонію атомами неону. |
| 105 | Дубній      | 1970                               | А. Ґіорсо, та ін. (Національна лабораторія ім. Лоуренса в Берклі) і В. Друін та ін. (ОІЯД, Дубна)            |                                                     |                                                                              | Синтезований бомбардуванням каліфорнію атомами азоту командою Гіорсо, а також обстрілом америцію атомами неону командою Друіна. |
| 106 | Сіборгій    | 1974                               | А. Ґіорсо, та ін. (Національна лабораторія ім. Лоуренса в Берклі)                                            |                                                     |                                                                              | Бомбардування каліфорнію атомами кисню. |
| 107 | Борій       | 1981                               | Ґотфрід Мюнценберг та ін. (GSI Дармштадт)                                                                    |                                                     |                                                                              | Бомбардування вісмуту атомами хрому. |
| 109 | Майтнерій   | 1982                               | Ґ. Мюнценберг, Петер Армбрустер та ін. (GSI Дармштадт)                                                       |                                                     |                                                                              | Бомбардування вісмуту атомами заліза. |
| 108 | Гасій       | 1984                               | Ґ. Мюнценберг, П. Армбрустер та ін. (GSI Дармштадт)                                                          |                                                     |                                                                              | Бомбардування свинцю атомами заліза. |
| 110 | Дармштадтій | 1994                               | Сіґурд Гофман та ін. (GSI Дармштадт)                                                                         |                                                     |                                                                              | Бомбардування свинцю атомами нікелю. |
| 111 | Рентгеній   | 1994                               | С. Гофман та ін. (GSI Дармштадт)                                                                             |                                                     |                                                                              | Бомбардування вісмуту атомами нікелю. |
| 112 | Коперницій  | 1996                               | С. Гофман та ін. (GSI Дармштадт)                                                                             |                                                     |                                                                              | Бомбардування свинцю атомами цинку. |
| 114 | Флеровій    | 1999                               | Ю. Оганесян та ін. (ОІЯД, Дубна)                                                                             |                                                     |                                                                              | Бомбардування плутонію атомами кальцію. |
| 116 | Ліверморій  | 2000                               | Ю. Оганесян та ін. (ОІЯД, Дубна)                                                                             |                                                     |                                                                              | Бомбардування кюрію атомами кальцію |
| 118 | Оганесон    | 2002                               | Ю. Оганесян та ін. (ОІЯД, Дубна)                                                                             |                                                     |                                                                              | Бомбардування каліфорнію атомами кальцію |
| 115 | Московій    | 2003                               | Ю. Оганесян та ін. (ОІЯД, Дубна)                                                                             |                                                     |                                                                              | Бомбардування америцію атомами кальцію |
| 113 | Ніхоній     | 2003–2004                          | Ю. Оганесян та ін. (ОІЯД, Дубна) і К. Моріта та ін. (RIKEN у Вако, Японія)                                   |                                                     |                                                                              | Синтезований розпадом московію командою Оганесяна та обстрілом вісмуту атомами цинку командою Моріти |
| 117 | Теннессин   | 2009                               | Ю. Оганесян та ін. (ОІЯД, Дубна)                                                                             |                                                     |                                                                              | Бомбардування берклію атомами кальцію |